# Nokhvodābād
Nokhvodābād (persiska: نخود آباد, Nokhodābād) är en ort i Iran.   Den ligger i provinsen Östazarbaijan, i den nordvästra delen av landet, 500 km väster om huvudstaden Teheran. Nokhvodābād ligger 1 859 meter över havet och antalet invånare är 594.
Terrängen runt Nokhvodābād är platt åt sydväst, men åt nordost är den kuperad. Runt Nokhvodābād är det ganska tätbefolkat, med 72 invånare per kvadratkilometer. Närmaste större samhälle är Kharājū, 12,5 km sydväst om Nokhvodābād. Trakten runt Nokhvodābād består i huvudsak av gräsmarker.